# Metroul din Beijing
Metroul din Beijing (chineză simplificată: 北京地铁; chineză tradițională: 北京地鐵; pinyin: Běijīng Dìtiě) este sistemul de metrou care deservește orașul Beijing și suburbiile acestuia. Rețeaua este compusă din 23 linii și 2 linii expres pentru aeroport, având o lungime totală de 807km(501 mile) și 475 de stații. Conform planului pe termen lung, în 2025 va avea 30 de linii însumând 1177 km lungime(731 mile).

## Istorie
Sistemul de metrou din Beijing este primul sistem de acest fel la nivel național. Lucrările au început la 1 iulie 1965 făcând parte din planurile de defensivă care au urmat rupturii sino-sovietice. La acea vreme s-a dorit construirea de sisteme similare și în orașele Shanghai și Shenyang, dar aceste planuri nu s-au concretizat.
Prima linie, care unea Gara din Beijing cu Pingguoyuan (苹果园), a fost dată în folosință la 1 octombrie 1969. Aceasta corespunde secțiunii vestice a Liniei 1 și sectiunii sudice a Liniei 2 de astăzi. La acea vreme ea era destinată doar transporturilor oficiale. S-a deschis publicului în 1977, iar accesul străinilor este permis începând cu 1980.
La 20 septembrie 1984 s-a deschis restul Liniei 2 astfel că sistemul a început să opereze pe două linii. Linia 1 a fost extinsă spre est de la Fuxingmen (复兴门) la Xidan (西单) (12 decembrie 1992) și apoi la Sihuidong (四惠东) (28 septembrie 1999). Circulația trenurilor pe întregul tronson al Liniei 1 (între Pingguoyuan și Sihuidong) a fost deschisă în 24 iunie 2000. Există și în ziua de azi două stații la vest de Pingguoyuan, lângă Xishan (西山), care nu sunt deschise publicului și sunt păstrate ca stații de rezervă militare.
Linia 13 a fost deschisă în două secțiuni, cea vestică, pană la Huoying (霍营), în 28 septembrie 2002 și cea estică în 28 ianuarie 2003.
Imagine:Beijing_Harta_Metroului.png
Linia Batong, o prelungire a Liniei 1, s-a deschis ca linie separată la 27 decembrie 2003.
Linia 5, prima pe direcția nord-sud, a fost deschisă la 7 octombrie 2007.

## Linii

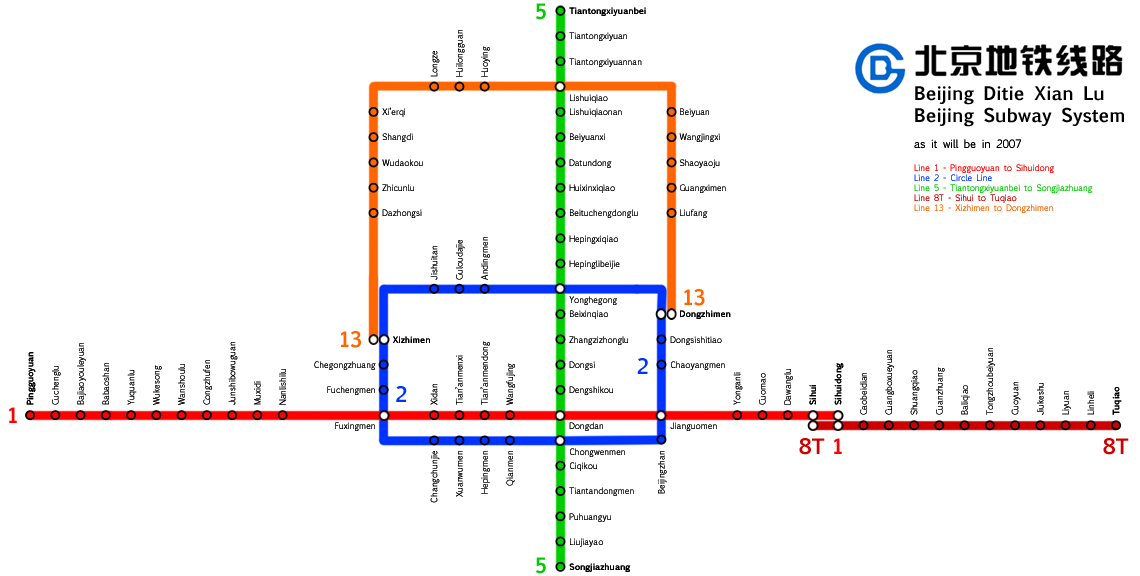
Harta metroului din Beijing

### Linia 1
Linia 1 duce de la Pingguoyuan (苹果园) în vest până la Sihuidong (四惠东) în est. Are o lungime de 31,04 km și trece pe sub Bulevardul Changan (长安街), prin zonele comerciale Xidan (西单), Wangfujing (王府井) și Dongdan (东单) și are două stații în Piața Tienanmen - în vest (天安门西) și în est (天安门东).

### Linia 2
Linia 2 este o linie circulară cu o lungime de 23,61 km, care se află aproape în totalitate sub Inelul 2, pe locul fostului zid al orașului.

### Linia 5
Linia 5 duce de la Tiantongyuanbei (天通苑北) în nord până la Songjiazhuang (宋家庄) în sud. Are 27,6 km și atinge niște obiective importante din centrul orașului, cum ar fi Templul Cerului.

### Linia 13
Linia 13 unește Xizhimen (西直门) și Dongzhimen (东直门) deservind suburbiile din nordul orașului. Are o lungime totală de 40.85 km și se află în mare parte la suprafață.

### Linia Batong
Linia Batong (八通) este o extensie a Liniei 1, care funcționează ca o linie separată și unește zonele Bawangfen (八王坟) și Tongzhou (通州区). Se întinde între Sihui (四会) în vest și Tuqiao (土桥) în est, are 18,9 km și se află în totalitate la suprafață, în mare parte separând benzile autostrazii Jingtong.